# L'Isle-sur-le-Doubs
L'Isle-sur-le-Doubs è un comune francese di 3 243 abitanti situato nel dipartimento del Doubs nella regione della Borgogna-Franca Contea.

## Società

### Evoluzione demografica
Abitanti censiti